# Doloria
Doloria är ett släkte av kräftdjur som beskrevs av Tage Skogsberg 1920. Doloria ingår i familjen Cypridinidae.
Släktet innehåller bara arten Doloria sarsi.